# Константин Стоїцеску
Константин Стоїцеску (рум. Constantin I. Stoicescu; *15 січня 1852, Плоєшті — †10 травня 1911, Бухарест) — румунський політик, дипломат, займав кілька міністерських постів в Румунському королівстві.

## Життя і політична кар'єра
Народився 15 січня 1852 в Плоєшті. Закінчивши ліцей в Бухаресті в 1869, переїхав до Парижа і в 1876 отримав ступінь доктора філософії. Після повернення до Румунії, Стоїцеску протягом року займав посаду судді. Потім він був призначений на посаду першого секретаря в румунському посольстві в Парижі (1877–1878). Після повернення до Румунії, працював в Апеляційному суді.
У 1881 розпочав політичну кар'єру, ставши членом Національної ліберальної партії.
З 4 жовтня 1895 до 21 листопада 1896, займав посаду міністра громадських робіт в уряді Димітріе Стурдза.
З 21 листопада 1896 до 26 березня 1897, Стоїцеску займав пост міністра закордонних справ в уряді Петре Ауреліана.
Двічі, 1 жовтня 1898 — 30 березня 1899 і 14 лютого 1901 — 18 липня 1902 — міністр юстиції.
З 18 липня по 22 листопада 1902 знову призначений на посаду міністра громадських робіт.
22 листопада 1902 — 14 грудня 1904 — міністр сільського господарства, промисловості, торгівлі та інтелектуальної власності в уряді Стурдза.
Помер 10 травня 1911 в Бухаресті.